# Amondawa
Gli Amondawa (o anche Amundava) sono un gruppo etnico del Brasile con una popolazione stimata in 107 individui nel 2010. Parlano la lingua Amondawa (codice ISO 639: ADW) e sono principalmente di fede animista.
Vivono negli stati di Rondônia e Acre, vicino al fiume Jiparaná.
Secondo una ricerca della università inglese di Portsmouth, pubblicata nel 2011 sulla rivista Language and Cognition, nella cultura di questo gruppo etnico non esiste la concezione del tempo, ossia non esiste la concezione del trascorrere dei giorni e degli anni (non dispongono, quindi, di alcun tipo di calendario), né il trascorrere dell'età dell'individuo. Le varie fasi della vita di una persona, dalla fanciullezza alla vecchiaia, vengono classificate semplicemente cambiando il nome dell'individuo.